# دوغی
دوغی نام یک رنگ است. این نام بیشتر در صنعت قالیبافی یزد برای گونه‌ای آبی کمرنگ بکار می‌رود.

## منبع
1. ↑  رنگ‌های قالی ایران[پیوند مرده]